# Трновље при Соцки
Трновље при Соцки (словен. Trnovlje pri Socki) је насељено место у општини Војник, Савињска регија, Словенија.

## Историја
До територијалне реорганизације у Словенији биле су у саставу старе општине Цеље.

## Становништво
У попису становништва из 2011. године, Трновље при Соцки су имале 151 становника.
| Број становника према пописима | Број становника према пописима | Број становника према пописима |
| ------------------------------ | ------------------------------ | ------------------------------ |
| 1991                           | 2002                           | 2011                           |
| 159                            | 153                            | 151                            |

Напомена: До 1953. исказивано под именом Трновље. Године 2000. умањено за део насеља који је припојен насељу Липа при Франколовем.